# ФК Карл Цайс
„Карл Цайс Йена“ (на немски: FC Carl Zeiss Jena) е футболен клуб в град Йена, Германия. Основан е през 1949 г. с названието „Мотор“, а през 1966 г. е преименуван на „Карл Цайс“. Ползва стадион „Ернст Абе“ с капацитет 12 990 зрители.

## Етимология
Клубът е кръстен на Карл Фридрих Цайс – учен и инженер, който има огромен принос за развитието на оптиката. През XVIII век той основава в Йена компанията „Цайс“, производител на различни видове лещи. И до днес тази компания остава лидер в развитието и продажбата на оптика. Цайс умира през 1888 г., а клубът, основан през 1903 година, увековечава неговото име.

## Успехи
- Шампион на ГДР – 3 пъти (1963, 1968, 1970)
- Носител на Купата на ГДР – 4 пъти (1960, 1972, 1974, 1980)
- Победител Интертото (групова фаза) – 3 пъти (1986, 1987, 1988)
- Финалист за КНК – (1981)

## Известни играчи
- Петер Дуке
- Ханс-Улрих Грапентин
- Бернд Шнайдер
- Роберт Енке
- Реваз Барабадзе
- Олег Караваев